# Пйотркув-Куявський (гміна)
Гміна Пйотркув-Куявський (пол. Gmina Piotrków Kujawski) — місько-сільська гміна у північній Польщі. Належить до Радзейовського повіту Куявсько-Поморського воєводства.
Станом на 31 грудня 2011 у гміні проживало 9564 особи.

## Площа
Згідно з даними за 2007 рік площа гміни становила 138.62 км², у тому числі:
- орні землі: 83.00%
- ліси: 4.00%

Таким чином, площа гміни становить 22.84% площі повіту.

## Населення
Станом на 31 грудня 2011:
| Опис     | Загалом | Загалом | Чоловіки | Чоловіки | Жінки | Жінки |
| -------- | ------- | ------- | -------- | -------- | ----- | ----- |
| одиниця  | осіб    | %       | осіб     | %        | осіб  | %     |
| все      | 9564    | 100     | 4740     | 49.56    | 4824  | 50.44 |
| міське   | 4498    | 100     | 2189     | 48.67    | 2309  | 51.33 |
| сільське | 5066    | 100     | 2551     | 50.36    | 2515  | 49.64 |

## Сусідні гміни
Гміна Пйотркув-Куявський межує з такими гмінами: Битонь, Крушвиця, Радзеюв, Скульськ, Топулька, Вежбінек.